# Halvetije
Halvetije su derviši halvetijskog tarikata (derviškog reda) koji je osnovao Omera el-Halveti.
Omera el-Halveti je bio iz mjesta Lahidžan. Zaslužan je za institualiziranje reda i sintezu njegovog učenja. Ovaj tarikat je jedan od najrasprostaranjenijih tarikata, te tarikat koji broji najviše ogranaka i podogranaka od svih ostalih derviških redova. Na učenje reda je dobrano uticao i Jahja eš-Širvani.

## Karakteristike
Posebna odlika ovog reda je stavljanje akcenta na individualnom asketizmu (zuhd), melamijskoj tradiciji i povlačenju u osamu (halvet). Pod melamijskom tradicijom ili melametu se podrazumijava skrivanje pripadništva derviškom tarikatu. Osoba koja praktikuje melamet skriva od drugih ljudi svoja duhovna stanja i osobine. Prema njihovom stavu robovanje Bogu ima dva osnovna principa: potrebitost za istinom i slijeđenje poslanika Muhammeda.

## Vanjske povezice
- Home page of the Halveti-Ramazani order
- IRSHAD Wisdom of a Sufi Master By Sheikh Muzaffer Ozak Al-Jerrahi